# Charmille
Ne doit pas être confondu avec Charmaie.
Pour les articles homonymes, voir Charmille (homonymie).

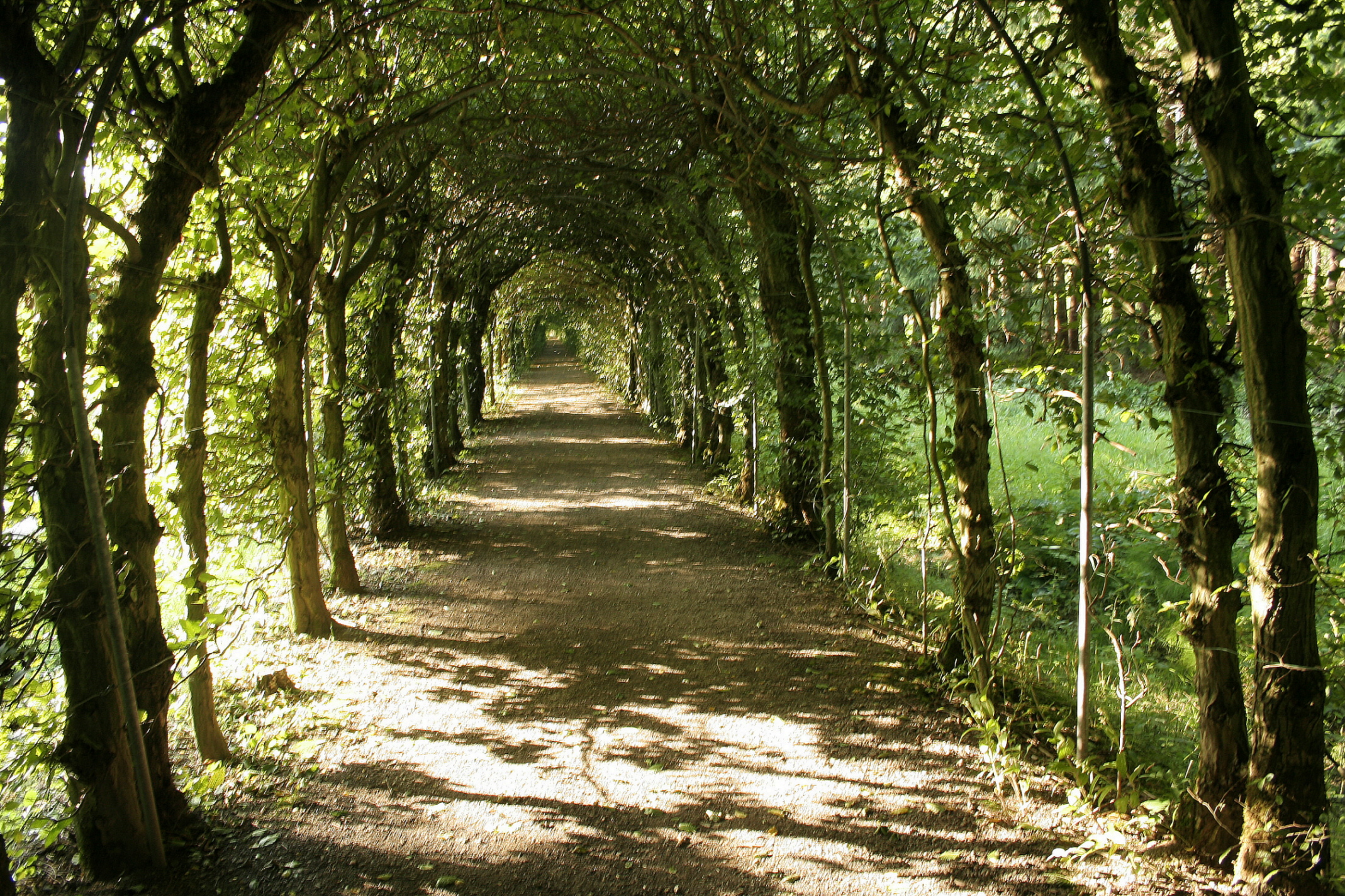
Charmille du Haut-Marais (La Reid, Belgique).

Une charmille est une allée (éventuellement couverte) ou une forte haie taillée en topiaire constituée de charmes. Le mot désigne aussi un plant de petits charmes,.
Les charmilles — dans le sens « allée » — ont souvent la caractéristique de ne pas être dégarnies en hiver, grâce au caractère marcescent du feuillage du charme.
Du point de vue de l'agriculture et de l'écologie, une propriété intéressante de la charmille est d'attirer des colonies entières de mésanges, qui débarrassent les cultures de leurs insectes parasites.

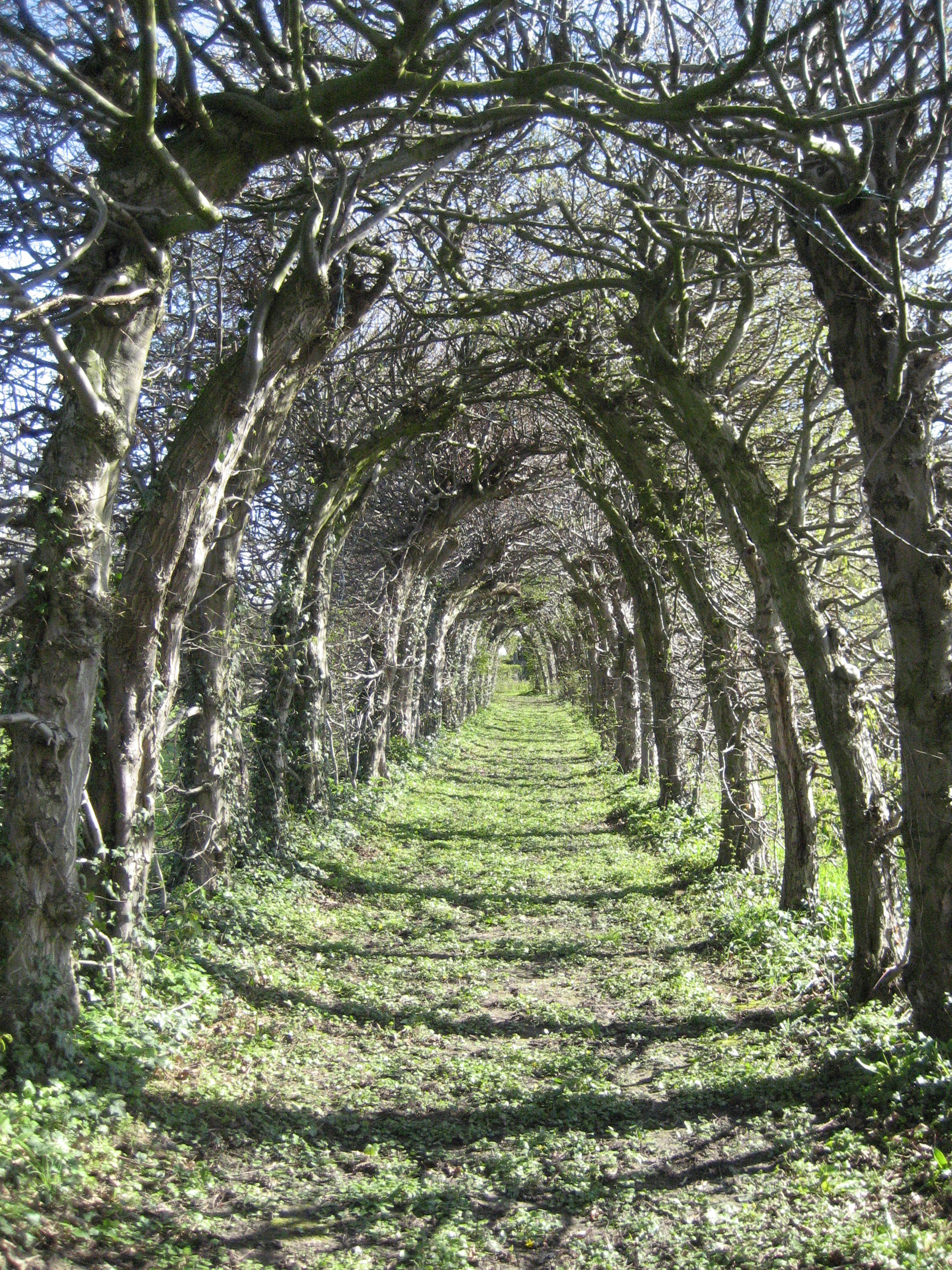
Les charmes de la charmille de Pitet, longue de 180 m., datent du XIXe siècle et elle est reprise sur la liste du patrimoine classé de Braives, province de Liège, Belgique (1942).

## Le Berceau
Une des charmilles les plus importantes d’Europe, la charmille du Haut-Marais, se trouve à La Reid (commune de Theux) en Belgique. Créée en 1895 et aujourd'hui classée, elle est constituée de 4 700 plants de charmes incurvés (dont 60 à 70 % sont centenaires) en un véritable tunnel végétal long de 573 mètres. Cette charmille est la plus longue de Belgique.[réf. nécessaire]

### Histoire de la charmille du Haut-Marais (Le Berceau)
C'est Simon des Marets, au début du XVIIe siècle, receveur général du prince-évêque de Liège, qui fit édifier un ensemble comprenant un château et des dépendances. La charmille fut érigée en 1885 par J. R. Nys, un ancien industriel devenu rentier. Ce sont des sylviculteurs de La Reid qui, en 1885, plantèrent les charmes. Comme tout le domaine du Haut-Marais, la charmille devint ensuite pendant de longues années propriété du CPAS de Verviers qui disposait sur ces hauteurs theutoises d'un centre de revalidation. En mai 1991, elle fut acquise comme tout le reste du Haut-Marais par la province de Liège qui transforma les bâtiments en internat pour les élèves de l'institut agronomique de La Reid.